# Uropoda translucida
Uropoda translucida es una especie de arácnido del orden Mesostigmata de la familia Uropodidae.

## Distribución geográfica
Se encuentra en Sumatra y Camerún.